# Pugsley Addams
Pugsley Uno Addams is een lid van de fictieve Addams family, bedacht door striptekenaar Charles Addams.
Net als alle Addams Family personages kreeg Pugsley pas zijn naam toen de stripserie van Charles Addams werd omgezet naar een televisieserie. Oorspronkelijk wilde men hem Pubert noemen (als woordspeling op “Puberty”, Engels voor puberteit). Dit werd echter verworpen.

## Familiebanden
Pugsley is de zoon van Gomez en Morticia Addams, en het broertje van Wednesday. Hij is tevens de kleinzoon van Oma Addams, en op de eerste televisieserie na het neefje van Fester Addams.

## Persoonlijkheid
Pugsley's persoonlijkheid verschilt sterk per incarnatie van de Addams Family.
In de strips stond Pugsley bij de buren van de Addams Family bekend als het “duivelse kind van hiernaast”.
In de originele televisieserie was Pugsley een opgewekte en pientere jongen. Hij had grote mechanische vaardigheden en deed veel uitvindingen zoals een desintegratorpistool, een anti-zwaartkrachtpistool en andere apparaten. Hij en Gomez bouwden ook samen een computer genaamd Whizzo, en een robot genaamd Smiley. Aanvankelijk werd Pugsley's gedrag door de rest van de familie als raar gezien, daar hij een scoutinguniform droeg en met een puppy speelde. Later paste hij zich aan en werd zoals de rest van de familie. Bij aanvang van de serie was hij acht jaar oud. Een volwassen versie van deze Pugsley werd gezien in de tv-special Halloween With the Addams Family. Hierin bleek Pugsley een heksenmeester te zijn geworden.
In de eerste animatieserie en de films werd Pugsley een stuk minder intelligent, en veranderde hij geleidelijk in het hulpje van zijn zus Wednesday. Deze persoonlijkheid had hij ook The New Addams Family. In die laatste serie werd hij geregeld door zijn zus gebruikt voor experimenten en martelpraktijken, maar was zich hier niet van bewust.
In de tweede animatieserie was Pugsley's persoonlijkheid een mix van die in de originele serie en die in de films. In deze serie was Pugsley nog steeds Wednesday's ietwat domme hulpje, maar van tijd tot tijd bleek hij wel veel af te weten van machines en scheikunde.
Wat zijn persoonlijkheid ook is, Pugsley heeft in alle incarnaties last van overgewicht. Hij staat erom bekend op zijn verjaardag gemiddeld vijf stukken taart te eten. Ook heeft Pugsley in vrijwel elke incarnatie de ongewone hobby om verkeersborden te stelen, waarmee hij de muren van zijn slaapkamer versiert.

## Acteurs
In de originele televisieserie werd Pugsley gespeeld door Ken Weatherwax. Hij speelde ook de volwassen Pugsley in de tv-special uit 1977.
In de eerste animatieserie werd Pugsley's stem gedaan door Jodie Foster. In de tweede animatieserie werd zijn stem gedaan door Jeannie Elias.
In de films The Addams Family en Addams Family Values werd Pugsley gespeeld door Jimmy Workman. In de film Addams Family Reunion werd hij gespeeld door Jerry Messing.
In de serie The New Addams Family werd Pugsley gespeeld door Brody Smith.
In de Netflix televisieserie Wednesday uit 2022 wordt Pugsley Addams vertolkt door Isaac Ordonez.

## Trivia
- Pugsley's originele naam, Pubert, werd later alsnog gebruikt voor het derde kind van Gomez en Morticia in de film Addams Family Values.